# Bésame, monstruo
Bésame, monstruo (conosciuto anche come Kiss Me Monster) è un film del 1967 diretto da Jess Franco.

## Trama
Diana e Regina sono due intraprendenti spie incaricate dall'Interpol per una missione segreta e di estrema importanza. Dovranno liberare il dottor McClune dalla grinfie di una associazione criminale. L'uomo ha scoperto un elisir capace di creare una nuova razza umana.

## Produzione
Si tratta del sequel de El caso de las dos bellezas, con le stesse protagoniste. Non a caso, sono stati girati contemporaneamente nel 1967.
È una delle poche commedie firmata da Franco, un genere per lui atipico.

## Distribuzione
Il film non è mai uscito per il mercato italiano, ma esistono in commercio edizioni home video in lingua inglese, spagnola e tedesca.
La pellicola è stata proiettata più volte presso la Cinémathèque française.
Nel 2015, in occasione di una retrospettiva sul cinema di Jess Franco, il festival di Sitges lo ha riproposto al pubblico.

## Critica
Il sito FantaFilm considera Bésame, monstruo «fortemente influenzato dal fantaspionaggio di imitazione, dai risvolti semiparodistici, sul tipo dei film di Matt Helm o Derek Flint». Aggiunge, inoltre, che ci sono «elementi orrorifici» caratteristici del regista.